# Italiaans kampioenschap dammen
Dit is een lijst van winnaars van het Italiaans kampioenschap dammen.
| Jaar | Winnaar                          |
| ---- | -------------------------------- |
| 1965 | Francesco Laporta                |
| 1966 | Marino Saletnik                  |
| 1967 | Francesco Laporta                |
| 1968 | Marino Saletnik                  |
| 1969 | Marino Saletnik                  |
| 1970 | Francesco Laporta                |
| 1971 | Edmondo Fanelli                  |
| 1972 | Francesco Laporta                |
| 1973 | Francesco Laporta                |
| 1974 | Elio Bruch                       |
| 1975 | Nevio Zorn                       |
| 1976 | Nevio Zorn                       |
| 1977 | Walter Zorn                      |
| 1978 | Daniele Bertè                    |
| 1979 | Nevio Zorn                       |
| 1980 | Elio Bruch                       |
| 1981 | Francesco Laporta                |
| 1982 | Maurizio Villa                   |
| 1983 | Daniele Bertè / Nevio Zorn       |
| 1984 | Daniele Bertè                    |
| 1985 | Maurizio Villa                   |
| 1986 | Sergio Specogna                  |
| 1987 | Sergio Specogna                  |
| 1988 | Sergio Specogna                  |
| 1989 | Moreno Manzana                   |
| 1990 | Raoul Bubbi                      |
| 1991 | Michele Borghetti                |
| 1992 | Raoul Bubbi                      |
| 1993 | Raoul Bubbi                      |
| 1994 | Walter Raimondi                  |
| 1995 | Walter Raimondi                  |
| 1996 | Daniele Berté                    |
| 1997 | Walter Raimondi                  |
| 1998 | Raoul Bubbi                      |
| 1999 | Raoul Bubbi                      |
| 2000 | Loris Milanese                   |
| 2001 | Walter Raimondi                  |
| 2002 | Walter Raimondi                  |
| 2003 | Raoul Bubbi                      |
| 2004 | Michele Borghetti                |
| 2005 | Michele Borghetti                |
| 2006 | Raoul Bubbi / Walter Raimondi    |
| 2007 | Walter Raimondi                  |
| 2008 | Daniele Macali / Walter Raimondi |
| 2009 | Daniele Bertè / Luca Lorusso     |
| 2010 | Walter Raimondi                  |
| 2011 | Loris Milanese / Walter Raimondi |
| 2012 | Daniele Macali                   |
| 2013 | Michele Borghetti                |
| 2014 | Roberto Tovagliaro               |